# Macademi Wasshoi!
Macademi Wasshoi! (まじしゃんず・あかでみい Majishanzu Akademii?) es una serie de novelas ligeras japonesas escritas por Ichirō Sakaki e ilustradas por Blade. Se han publicado nueve volúmenes entre el 24 de enero de 2003 y el 30 de agosto de 2007; también hay una serie de cinco historias cortas ilustradas tituladas Macademi Radical. Una adaptación a manga de Blade fue publicada por Enterbrain en la revista Magi-Cu. Otra adaptación a manga de Hitomi Nakao empezó a publicarse en la revista Monthly Comic Alive el 27 de febrero de 2008. Una adaptación a anime titulada Macademi Wasshoi! fue anunciada para transmitirse el 2008.

## Argumento
La historia gira en torno a Takuto Hasegawa, quien asiste a una academia de magia que no figura en ningún mapa. Durante un examen de hechizo de invocación, accidentalmente crea una chica llamada Tanarotte, que pasa a tener suficiente poder mágico para destruir su país, pero afortunadamente Tanarotte tiene una inquebrantable lealtad a su "creador".
El universo separado en tres mundos: Cielo, Mundo humano (Tierra), Reino Demoniaco. Los dioses y demonios no pelean en el mundo de los humanos y tratan de mantenerse en secreto de ellos. El mundo humano es sólo un recurso de entretenimiento e iluminación para dioses y demonios, hasta el punto del contrabando de bienes humanos a ambos reinos.
En el anime es revelado que Takuto, y no Tanarotte, es la actual Santa Madre a pesar de ser un varón. Esto es porque el demonio Agaliarept y la angel Gabriel trataron de derrotar a Takuto cuando sus poderes despertaron y enloquecieron, en el momento que Tanarotte fue seriamente herida y perdió la conciencia.

## Personajes

### Principales
Takuto Hasegawa (羽瀬川 拓人 Hasegawa Takuto?)
 Seiyū: Ami Koshimizu
El protagonista masculino principal en la historia, quien asiste a la escuela en los 2 mundos, el mágico y el humano. Durante una accidente en su prueba de convocación invoca erróneamente a Tanarotte. La mayoría de los incidentes en el que se encuentra envuelto son a causa de las travesuras de Tanarotte o por haber sido citados por Sakuma para una misión (dándole el apodo Harem, el cual no le gusta a Takuto). Él es normalmente la voz de la razón y encuentra formas para llegar a la respuesta sin el uso de violencia. 
Suzuho Hasegawa (羽瀬川 鈴穂 Hasegawa Suzuho?)
 Seiyū: Ui Miyazaki
Ella es la prima de Takuto, es muy tímida, se comunica con los demás por escrito en un cuaderno de dibujo. Ella también es un usuario de la magia al igual que su primo, pero ella tiene una rara habilidad para chupar los poderes de cualquier usuario de la magia a su alrededor cuando ella se desata el listón del pelo, dando vuelta un color distintivo azul, que le valió el apodo de sus compañeros de clase aterrorizados "Vampire Midnight Blue .Pero en esta forma habla con rudeza y no tiene la fuerza que no sea una chica normal en la adolescencia, que la llevó a usar una espada mecánico llamado Warcurgis, que sin propiedades mágicas no se ve afectada por sus poderes.
Tanarotte (タナロット?)
 Seiyū: Mariya Ise
Descrita como "desconocido". Una joven, bien dotada, que fue convocada por Takuto, pero se desconoce si es una diosa o una demonio. Su poder mágico es más de 100.000, el poder de la divinidad de 5000, el poder ofensivo 5.000 y el poder defensivo 78.000 y es físicamente fuerte, así, poder mantener a raya a un pequeño ejército de las unidades de Golem, con sólo una mano. Ella ha demostrado tener un afecto genuino hacia Takuto y la trata de servicios que le son familiares como si fueran una pareja recién casada, pero su personalidad se asemeja a la de una niña demasiado activa. Más tarde se reveló que Tanarotte tiene el poder de 'evolucionar' en un dios o un demonio. Tanto los dioses y los demonios se ven afectados por esto, ya que podría cambiar el equilibrio ya delicada entre la luz y la oscuridad a un lado.
Falcé the Variable Wand (ファルチェ・ザ・ヴァリアブルワンド faruchie・za・variaburuwando?)
 Seiyū: Yukari Fukui
También conocido como "el Falce Variablewand". Cuando Falce esta en su forma de "humanoide", tiene la apariencia de una mujer alta, bien dotada de un par de cuernos en espiral a ambos lados de la cabeza. Ella tiene una personalidad muy ingenuo, llamándose a sí misma el Rey Demonio, aunque ella es una mujer. A pesar de esto, ella es increíblemente poderoso (poder mágico estima en alrededor de 58.000), capaz de usar la magia, incluso cuando Suzuho está en su "Midnight Vampire Blue" forma. Ella fue la última obra maestra y más grande de un poderoso mago oscuro y alquimista que murió hace mucho tiempo dejándola sola, sin siquiera nombrarla.

### Magos de la Academia
Profesor Fablom (?)
Un profesor que siempre se ve encadenado y colgado boca abajo. El diseñó el uniforme de la escuela que los estudiantes están usando actualmente, ganando el Mau-con 3 años consecutivos. Nunca explica realmente la posición que tiene en la Academia del Mago, pero se sugiere que podría ser justo debajo del director.
Eitarou Sakuma (佐久间 Sakuma Eitarou) (?)
 Seiyū: Takuma Terashima
Está también muy bien informado sobre el uso de la magia, ya que fue capaz de convocar a un señor demonio negro para hacer su voluntad. Sin embargo, su personalidad y el comportamiento son bastante pervertido, y es un descarado otaku , que a menudo se une con el profesor Frankenstein en pervertidos planes. Él parece preferir las patas de los animales en las niñas, hasta el punto de que incluso hizo guantes batalla para Tanarotte en forma de patas de gato, y los equipos de limpieza que visten Eineus, Miyabi, y Sinclavier como empleadas domésticas. Eineus ha declarado que dedica más tiempo a sus aficiones variadas que en su trabajo actual. Hay algunos indicios de que él no es humano y es, de hecho, Samael , el ángel de la muerte, cuando se enfrenta a Gabriel y Agaliarept y exigió su identidad, responde simplemente con su nombre ("Sakuma EitaROU", con énfasis, "SAMAEROU" con la L-como-R de Japón). Después de un momento de la repetición, Agaliarept dice: "No podría ser ...!" y Gabriel interviene con "Samae ..." Sakuma demuestra que es capaz de derrotar a los dos, y parece desdeñoso ante la posibilidad de que los seres de su nivel podría hacer algo para realmente hacerle daño, afirmando que "si me quieren matar, consigan a Lucifer para hacerlo".

## Curiosidades
- Chico Bestia aparece en el episodio 5 como cameo